# 黑亚尔区
黑亚尔区（俄语：Черноярский район）是俄罗斯联邦阿斯特拉罕州下辖的一个区，其行政中心为黑亚尔。据2015年统计，该区的人口为19653人。